# Японский курковый спинорог
Японский курковый спинорог, или японский парамонакант (лат. Paramonacanthus japonicus) — вид морских лучепёрых рыб из семейства единороговых.
Морской, демерсальный, тропический вид. Распространён на коралловых рифах на западе Тихого океана от берегов южной Японии до северо-западной Австралии и Папуа-Новой Гвинеи на глубине 34—46 м.
Мелкая рыба длиной до 12 см.